# 国立病院機構東佐賀病院
独立行政法人国立病院機構東佐賀病院（どくりつぎょうせいほうじんこくりつびょういんきこうひがしさがびょういん）は、佐賀県三養基郡みやき町にある医療機関。独立行政法人国立病院機構が運営する病院である。政策医療分野における成育医療、呼吸器疾患（結核含む）、重症心身障害の専門医療施設である。佐賀県立中原特別支援学校が隣接し、入院・通院しながらの通学が可能である。

## 沿革
- 1939年6月12日 - 傷痍軍人佐賀療養所として発足。
- 1945年12月1日 - 厚生省に移管、国立佐賀療養所として発足。
- 1974年4月1日 - 国立療養所東佐賀病院に改称。
- 2001年1月6日 - 厚生労働省に移管。
- 2004年4月1日 - 独立行政法人国立病院機構発足に伴い、現名称に変更。

## 診療科
- 内科
- 呼吸器内科
- 循環器内科
- 糖尿病内科
- 小児科
- アレルギー科
- 外科
- 整形外科
- 呼吸器外科
- リハビリテーション科
- 放射線科
- 眼科
- 心療内科（入院のみ）
- 歯科（入院のみ）
- 皮膚科（休診中）

## 医療機関の指定等
- 保険医療機関
- 救急告示医療機関
- 労災保険指定医療機関
- 指定自立支援医療機関（更生医療・精神通院医療）
- 身体障害者福祉法指定医の配置されている医療機関
- 生活保護法指定医療機関
- 結核指定医療機関
- 戦傷病者特別援護法指定医療機関
- 原子爆弾被害者一般疾病医療取扱医療機関
- 第二種感染症指定医療機関
- 公害医療機関

## 周辺の施設
- 佐賀県立中原養護学校
- 佐賀県立三養基高等学校
- 佐賀県立希望の家
- 大電佐賀工場

## 交通アクセス
- JR九州長崎本線中原駅下車、徒歩15分。
- 西鉄久留米駅・久留米駅・鳥栖駅より西鉄バス綾部線（41）で国立東佐賀病院前下車。
- みやき町コミュニティバスみやき中央線、中原線で国立東佐賀病院前下車。